# Jean Gabilou
Jean Gabilou, pseudonimo di Gabriel Lewis Laughlin (Papeete, 28 febbraio 1944), è un cantante francese, nato a Tahiti.
Ha rappresentato la Francia all'Eurovision Song Contest 1981 con la canzone Humanahum, classificandosi al terzo posto.